# تریپیمنی
تریپیمنی (به لاتین: Trypimeni) یک منطقهٔ مسکونی در قبرس است که در ناحیه فاماگوستا واقع شده‌است.